# 禰宜
禰宜（ねぎ）とは、神職の職称（職名）の一つである。「祢宜」とも書く。今日では、一般神社では宮司の下位、権禰宜の上位に置かれ、宮司を補佐する者の職称となっている。

## 概要
禰宜の語源は「和ませる」の意味の古語「ねぐ」であり、神の心を和ませてその加護を願うという意味である。古代には、神に祈請を行う者、祭祀に専従する者を指した。古制では神主の下位、祝（ほうり）の上位に置かれ、また、神職の総称とされたこともあった。賀茂神社、松尾社、日吉社、平野社では禰宜は第一の神職とされ、香取神宮、鹿島神宮ではその上に大禰宜が置かれた。明治時代以降は、伊勢神宮と官国幣社に禰宜が置かれた。第二次世界大戦後、全ての神社に禰宜を置く現在の制度になった。
禰宜は、年齢的にある程度成熟し、知識や経験が豊富な者が務めることが多く、一般に、祭祀では重要な役割を果たす。
「禰宜山伏」という狂言では、伊勢の御師（禰宜）と羽黒山の山伏（修験者）が祈祷を競ったところ、祭神（大黒天）が、穏やかな性格の禰宜にひかれていった様子が描かれている。